# Zhengzhou Open
A Zhengzhou Open (teljes nevén Zhengzhou Women’s Tennis Open) egy évente megrendezett Premier kategóriájú tenisztorna Kínában, Csengcsou városban. Az első Premier kategóriájú tornára 2019-ben a US Opent követő héten kerül sor.
A tornát kemény pályán rendezik, összdíjazása 2019-ben 1 000 000 dollár, 2020-ban 1 500 000 dollár.
A verseny helyszínén 2014-ben és 2015-ben 25 000 dolláros, 2016-ban 50 000 dolláros ITF-tornát, 2017-ben és 2018-ban WTA 125K-tornát rendeztek.

## Döntők

### Egyéni
| Év                    | Bajnok                  | Döntős         | Eredmény                 |
| --------------------- | ----------------------- | -------------- | ------------------------ |
| 2019                  | Karolína Plíšková       | Petra Martić   | 6–3, 6–2                 |
| ↑ WTA Premier torna ↑ |                         |                |                          |
| 2018                  | Ceng Szaj-szaj          | Vang Ja-fan    | 5–7, 6–2, 6–1            |
| 2017                  | Vang Csiang             | Peng Suaj      | 3–6, 7–6(3), 1–1 feladta |
| ↑ WTA 125K torna ↑    |                         |                |                          |
| 2016                  | Anasztaszija Pivovarova | Lu Csing-csing | 6–4, 6–4                 |
| 2015                  | Vang Ja-fan             | Tuan Jing-jing | 6–4, 6–4                 |
| 2014                  | Csang Kaj-lin           | Hszü Ji-fan    | 7–5, 6–4                 |
| ↑ ITF torna ↑         |                         |                |                          |

### Páros
| Year                  | Bajnokok                      | Döntősök                            | Eredmény         |
| --------------------- | ----------------------------- | ----------------------------------- | ---------------- |
| 2019                  | Nicole Melichar Květa Peschke | Yanina Wickmayer Tamara Zidanšek    | 6–1, 7–6(2)      |
| ↑ WTA Premier torna ↑ |                               |                                     |                  |
| 2018                  | Tuan Jing-jing Vang Ja-fan    | Naomi Broady Yanina Wickmayer       | 7–6(5), 6–3      |
| 2017                  | Han Hszin-jün Csu Lin         | Jacqueline Cako Julia Glushko       | 7–5, 6–1         |
| ↑ WTA 125K torna ↑    |                               |                                     |                  |
| 2016                  | Hszün Fang-jing Ju Hsziao-ti  | Oqgul Omonmurodova Michaela Hončová | 1–6, 6–2, [10–7] |
| 2015                  | Han Na-lae Jang Su-jeong      | Liu Csang Csang Ling                | 6–0, 6–3         |
| 2014                  | Csan Csin-vej Liang Csen      | Han Hszin-jün Csang Kaj-lin         | 6–3, 6–3         |
| ↑ ITF torna ↑         |                               |                                     |                  |